# 朗格勒区
朗格勒区（法語：arrondissement de Langres）是法国上马恩省所辖的一个区。总面积2162.9平方公里，总人口43274，人口密度20人/平方公里（2018年）。主要城镇为朗格勒等。

## 辖区
朗格勒区辖有157个市镇。